# Menesia longitarsis
Menesia longitarsis là một loài bọ cánh cứng trong họ Cerambycidae.